# 279274 Shurpakov
279274 Shurpakov este o planetă minoră (asteroid), cu un diametru de 2,301 km, din centura de asteroizi. A fost descoperită pe 19 noiembrie 2009 la Mayhill⁠(d) de Vitali Nevski⁠(d). 
Obiectul prezintă o orbită caracterizată de o semiaxă mare de 3,1353500336295 UAi, o excentricitate de 0,26, o înclinație de 5,8 ° în raport cu ecliptica.